# Sẻ đồng đầu đen
Emberiza melanocephala là một loài chim trong họ Emberizidae. Nó sinh sản trong khu vực từ đông nam châu Âu về phía đông tới Iran, nhưng di trú về mùa đông chủ yếu là tới Ấn Độ, với một vài cá thể có thể di chuyển xa hơn tới Đông Nam Á.

## Tham khảo

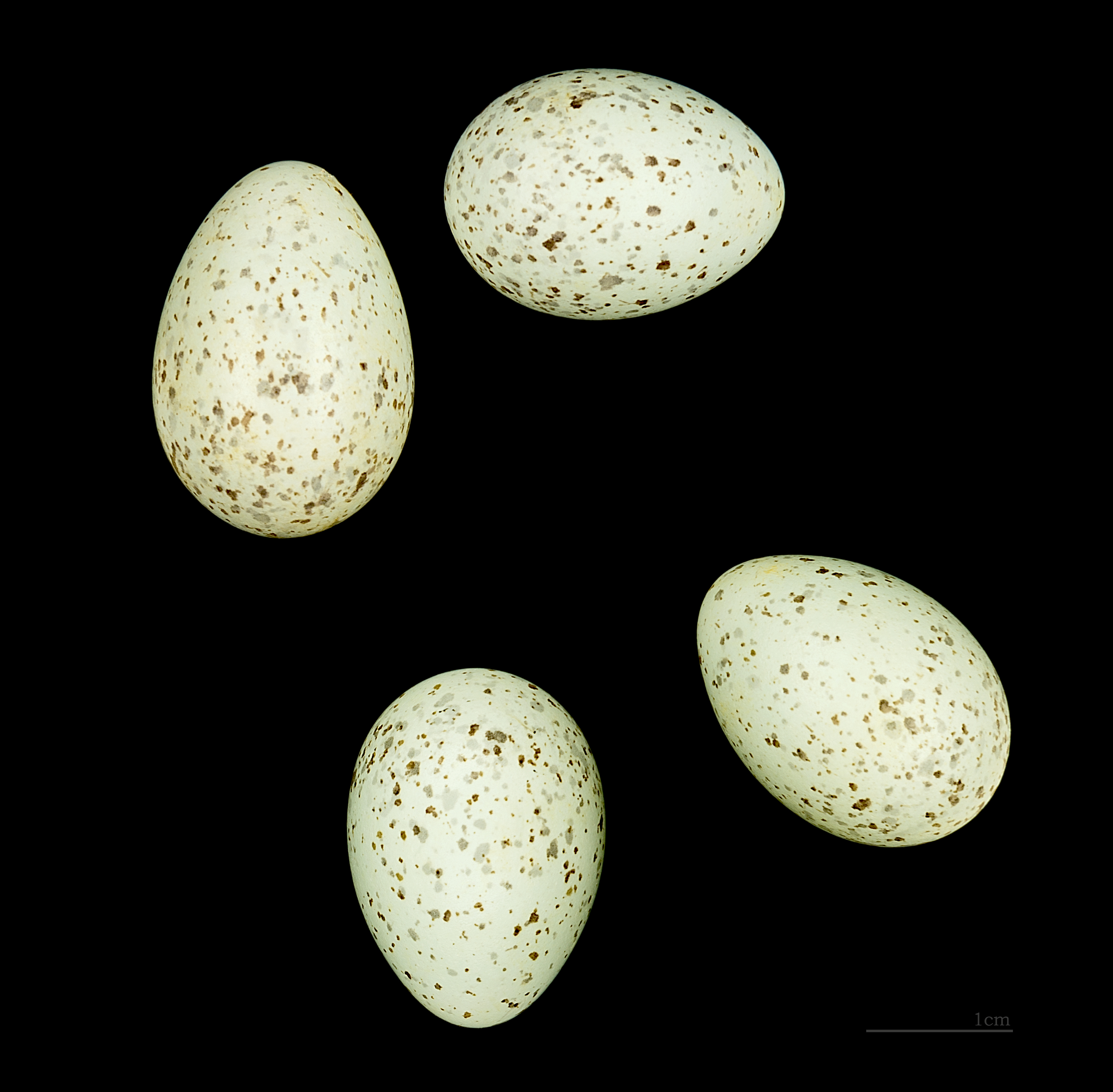
Trứng chim Emberiza melanocephala